# غابي
غابرييل لويس فرنانديز أريناس (بالإسبانية: Gabriel Luis Fernández Arenas) (المولود 10 يوليو 1983)، المعروف باسم غابي، هو لاعب كرة قدم إسباني سابق، يلعب كلاعب وسط.
بدأ مسيرته الكروية مع نادي أتلتيكو مدريد عام 2004 وشارك معهم في 6 مباريات، وفي موسم 2004/2005 انتقل إلى نادي خيتافي ولعب معهم 32 مباراة وسجل هدفين، وفي عام 2005 عاد للعب مع نادي أتلتيكو مدريد. ابتداءً من موسم 2007/08 لعب غابي في صفوف نادي ريال سرقسطة، ثم عاد إلى أتلتيكو مدريد موسم 2011/2012 باستخدام بند إعادة الشراء بـ 3,000,000 يورو إسباني الجنسية وكان قائد أتلتيكو مدريد.

## الإنجازات

### النادي
أتلتيكو مدريد
- الدوري الإسباني (1): 2013–14[6]
- كأس ملك إسبانيا (1): 2013[7]
- كأس السوبر الإسباني (1): 2014؛ الوصيف: 2013
- الدوري الأوروبي (2): 2012، 2018
- كأس السوبر الأوروبي (1): 2012
- دوري أبطال أوروبا الوصيف: 2014، 2016

 نادي السد
- دوري نجوم قطر (1): 2018–19
- كأس السوبر القطري (1): 2019[8]
- كأس قطر (1): 2020

### دولية
إسبانيا للشباب
- كأس العالم تحت 20 سنة الوصيف: 2003

### الفردية
- تشكيلة الموسم الدوري الإسباني: 2014[9]
- تشكيلة الموسم دوري أبطال أوروبا: 2014،[10] 2016[11]
- تشكيلة الموسم الدوري الأوروبي: 2018[12]

## روابط خارجية
- غابي على موقع الاتحاد الدولي (مؤرشف)  (الإنجليزية)
- غابي على موقع الاتحاد الأوربي (الإنجليزية)
- غابي على موقع قاعدة بيانات كرة القدم.إي يو (الإنجليزية)
- غابي على موقع Soccerbase.com (لاعب) (الإنجليزية)
- غابي على موقع Soccerway.com (الإنجليزية)
- غابي على موقع AS.com (الإسبانية)